# Au clair de la lune
Pour les articles homonymes, voir Clair de lune (homonymie).
Au clair de la lune est une chanson populaire française dont la mélodie, très caractéristique, ainsi que les paroles — surtout celles du premier couplet — sont si familières qu'elles ont fait l'objet d'innombrables citations, adaptations, parodies, pastiches, etc.
Elle est, en l'état actuel des sources disponibles, considérée comme une chanson du XVIIIe siècle, dont l'auteur et le compositeur sont inconnus.
Son enregistrement en 1860 par Édouard-Léon Scott de Martinville, inventeur de l'enregistrement sonore, constitue le plus ancien enregistrement sonore connu et le plus ancien enregistrement connu d'une voix humaine.

## Historique

### Origines
L'origine et l'âge de l'air sont incertains. Un recueil de chansons du XVIe siècle, Recueil des plus belles et excellentes chansons en forme de voix-de-ville de Chardavoine, paru en 1576, « présente une succession de notes » sur le vers suivant :

« Gaudinette je vous aime tant. »

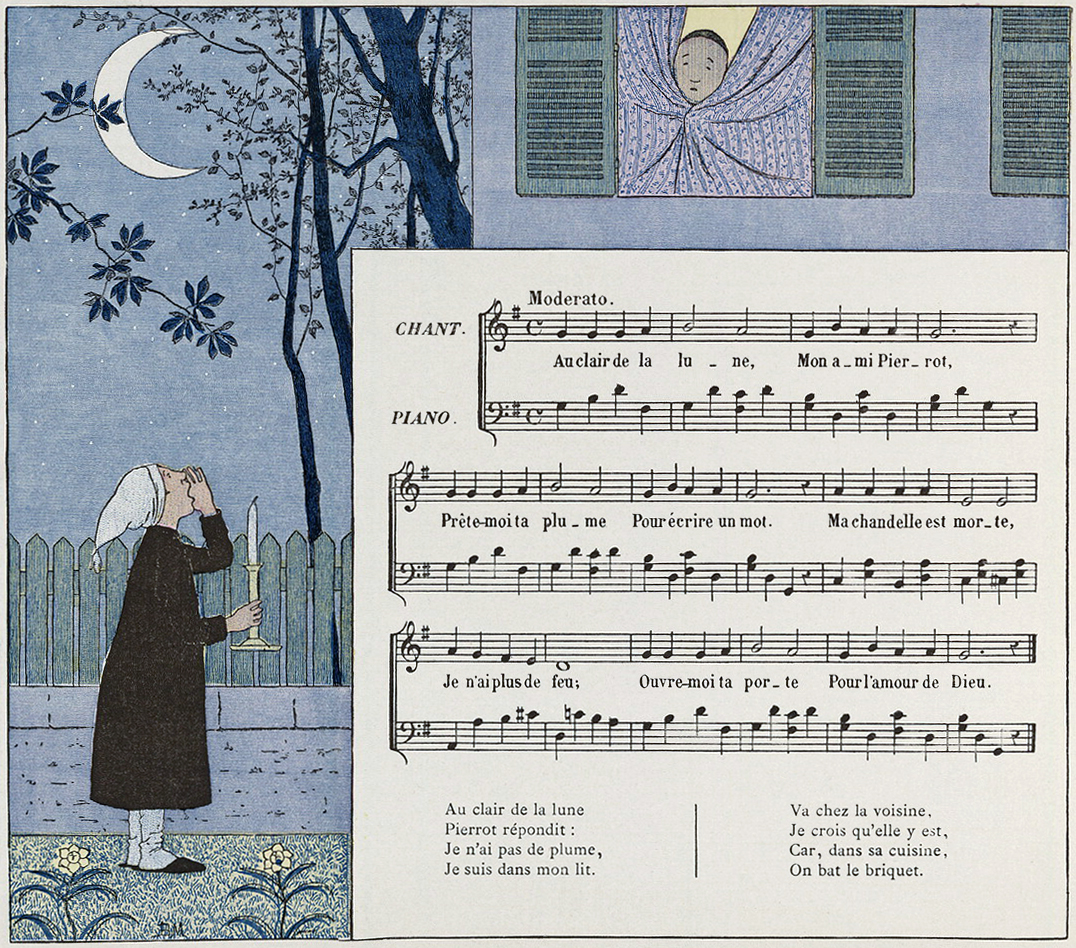
Illustration pour Au clair de la lune, avec partition et paroles.

Mais même si les notes sont les mêmes, c'est trop peu pour y voir l'acte de naissance d’Au clair de Lune.
La mélodie de cette chanson enfantine est parfois attribuée à Jean-Baptiste Lully, compositeur du XVIIe siècle. La source alors donnée est un air du ballet de l'opéra Cadmus et Hermione (1673). « Mais l'examen de la partition n'est guère concluant »  et « rien n'autorise à lui attribuer l'air de la chanson ». En l'absence de sources fiables étayant cette thèse, l'œuvre est actuellement considérée comme une chanson du XVIIIe siècle dont l'auteur et le compositeur sont inconnus.
La chanson est en effet à la mode vers 1780 « comme Cadet Rousselle, comme Malbrough ». Elle emprunte le timbre dit de La Rémouleuse,, sur une contredanse (danse anglaise, forme ancienne du quadrille) appréciée dans la haute société du XVIIIe siècle. Le texte, accolé à la musique plus tard, est En roulant ma brouette.

### Enregistrement
La chanson a été enregistrée pour la première fois en 1860 par Édouard-Léon Scott de Martinville, à l'aide de son phonautographe. Le procédé consiste à transcrire les sons sous la forme d'un phonotaugramme, une onde tracée sur une bande de papier noircie au noir de fumée, s'enroulant autour d'un cylindre tournant lentement.
En 2008, l'association américaine First Sounds parvient à lire dix secondes d'un photaugramme d'Au clair de la lune, retrouvé dans les archives de l'Académie des sciences à Paris. Il s'agit du plus ancien son enregistré connu et le plus ancien enregistrement connu d'une voix humaine.

## Paroles

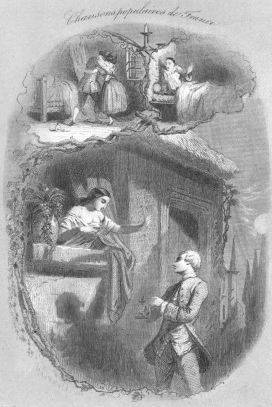
Au clair de la lune, illustration parue en 1866 dans les Chansons nationales et populaires de France de Théophile Marion Dumersan.

La première publication du texte date de 1843 et est due à Théophile Marion Dumersan dans son Chants et chansons populaires de la France. Le texte est repris dans Chansons nationales et populaires de France en 1846. « Il n'en retient que les deux premières pour les Chansons et rondes enfantines. »

### Version la plus courante
La version la plus courante évoque des personnages issus de la commedia dell'arte (Pierrot et Arlequin). Pierrot est un personnage à chapeau blanc et au visage poudré de farine. Ce rôle réapparaît à Paris en 1673 incarné par Giuseppe Giratone. Mais c'est Jean-Gaspard Deburau et son fils Charles qui le popularisent au Théâtre des Funambules dans les années 1820.
Le personnage de Lubin apparaît plusieurs fois : dans une ballade (1527) de Clément Marot, c'est un moine débauché ; dans le Georges Dandin (1668) de Molière, c'est un valet « galamment empressé auprès de Claudine, une forte luronne ».
1.

Au clair de la lune,

Mon ami Pierrot,

Prête-moi ta plume

Pour écrire un mot.

Ma chandelle est morte,

Je n'ai plus de feu ;

Ouvre-moi ta porte,

Pour l'amour de Dieu.

2.

Au clair de la lune,

Pierrot répondit :

« Je n'ai pas de plume,

Je suis dans mon lit.

Va chez la voisine,

Je crois qu'elle y est,

Car dans sa cuisine

On bat le briquet. »

3.

Au clair de la lune,

L'aimable Lubin

Frappe chez la brune,

Ell' répond soudain :

— Qui frapp' de la sorte ?

Il dit à son tour :

— Ouvrez votre porte

Pour le dieu d'amour !

4.

Au clair de la lune,

On n'y voit qu'un peu.

On chercha la plume,

On chercha le feu.

En cherchant d'la sorte,

Je n'sais c'qu'on trouva ;

Mais je sais qu'la porte

Sur eux se ferma…

#### Commentaires sur le texte de cette version
D'après certaines sources, la version originale disait « Prête-moi ta lume » plutôt que « Prête-moi ta plume ». « Lume » vient du mot « lumière », et c'est ce dont on a besoin pour écrire lorsque la chandelle est morte. On a donc la demande, « la lumière (lume) pour écrire un mot », et la justification de cette demande, « ma chandelle est morte, je n'ai plus de feu ». Il faut donc du feu pour rallumer la chandelle et avoir ainsi de la lumière (lume). Cette version est plus cohérente avec la voisine qui bat le briquet, c'est-à-dire qui allume son feu, et pourra rallumer la chandelle. Ce sens est perdu avec « Prête-moi ta plume ».
Cependant, la version officielle serait cohérente si le protagoniste cherchait deux choses : une plume pour écrire et du feu pour sa chandelle. Ainsi, dans le premier couplet, la demande de feu serait alors sous-entendue dans « ma chandelle est morte, je n'ai plus de feu ».
Dans le second couplet, la version modifiée donnerait « je n'ai pas de lume, je suis dans mon lit » ; ce qui signifierait que, puisque Pierrot est dans son lit, alors il a déjà éteint ses lumières. Mais la version originale « je n'ai pas de plume, je suis dans mon lit » peut être tout aussi logique si Pierrot explique qu'il n'a pas de plume pour son ami et qu'il est dans son lit (sous-entendu qu'il a déjà éteint ses chandelles). De même, pour le quatrième couplet, la version modifiée « on chercha la lume, on chercha du feu » produirait une phrase redondante, alors que la version officielle « on chercha la plume, on chercha du feu » contient deux informations.
À travers des termes comme « Lubin » (moine dépravé), « chandelle », « battre le briquet » (désigne l'acte sexuel), «  plume » (peut désigner un lit aussi bien qu'une fellation) et le « dieu d'amour », les paroles ont des sous-entendus sexuels. Ainsi, rallumer le feu (l'ardeur) lorsque la chandelle est morte (le pénis au repos) en allant voir la voisine qui « bat le briquet » peut être interprété de façon lubrique.

## Mélodie
Selon le code Parsons, la mélodie peut être décrite ainsi : RRUUDDUDRD.

## Autres versions
Il existe de nombreuses autres interprétations ou adaptations. Certaines ne conservent que des fragments de la mélodie originale. D'autres changent tout ou partie des paroles, telles que les versions de Charles Trenet ou Colette Renard – cette dernière n'étant pas destinée aux enfants car il s'agit d'une chanson paillarde.
En 1964, France Gall l'enregistre sur son 5e 45 tours (comprenant Sacré Charlemagne). Grâce au texte écrit par son père Robert Gall, la chanson devient alors une chanson d'amour.

### Version enfantine
Ce couplet, qui peut se chanter sur l'air d’Au clair de la lune, est apparu vers 1870.
Il commence ainsi avec ses variantes (à droite) :
« J'ai vu dans la lune

Trois petits lapins

Qui mangeaient des prunes

Au fond du jardin,

La pipe à la bouche,

Le verre à la main,

En disant : « Mesdames !

Servez-nous du vin ! »
« Au clair de la Lune

Trois petits lapins

Qui mangeaient des prunes

Comme trois petits coquins,

La pipe à la bouche,

Le verre à la main,

En disant : « Mesdames

Servez-moi du vin

Tout plein ! »

### Couplets alternatifs
3.

Au clair de la lune,

S'en fut Arlequin

Tenter la fortune

Au logis voisin :

« Qui frappe à la porte ?

Dit-elle à son tour,

— Ouvrez votre porte

Pour le dieu d'amour ! »
On trouve les quatre premiers vers (donnés par Jean-Baptiste Weckerlin).
J’nouvre pas ma porte

A un p’tit sorcier,

Qui porte la lune

Dans son tablier.

## Divers

### Critique d'un tableau de Pierre-Auguste Vafflard

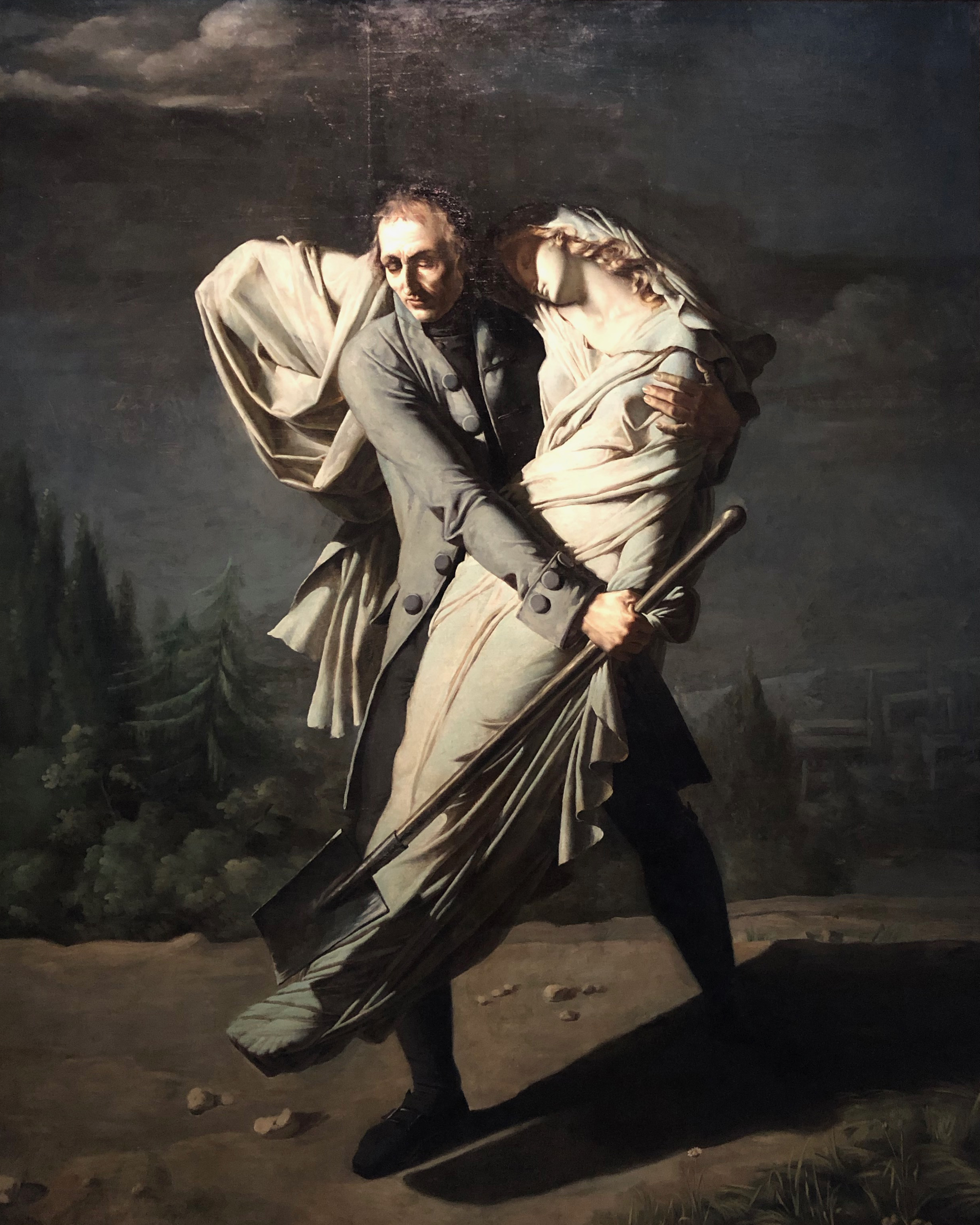
Tableau de Pierre-Auguste Vafflard.

Au Salon de peinture et de sculpture de 1804, Pierre-Auguste Vafflard exposait un tableau représentant le poète anglais Edward Young enterrant sa belle-fille de nuit (car de religion protestante). Un critique anonyme composa ces paroles sur l'air d’Au clair de la lune, à propos de la monochromie du tableau :
« Au clair de la lune

Les objets sont bleus

Plaignons l'infortune

De ce malheureux

Las ! sa fille est morte

Ce n'est pas un jeu

Ouvrez-lui la porte

Pour l'amour de Dieu. »

### Prosodie
Le texte d’Au clair de la lune est écrit en pentasyllabes (cinq syllabes par vers) à rimes croisées féminines et masculines.
Le poète symboliste Paul Valéry souscrira à son tour à la forme originale du morceau (couplet de deux quatrains), dans des vers adressés au Dr Edmond Bonniot, gendre de Mallarmé.
« Au clair de la lune

Mon cher Bonniot

J'ai perdu mon rhume

Qui t'a pris au mot

Ma bronchite est morte

Je n'ai plus de toux

Ouvre-moi ta porte

Pour courir chez vous »

(…)

## Œuvres utilisant le thème
- 1820 : François-Adrien Boieldieu utilise le thème dans un opéra, Les Voitures versées, le duo le dolce contenta ![19]
- Ferdinand Hérold, dans une pièce pour piano (Grandes variations sur l'air « Au clair de la lune », op. 19).
- Vers 1820 : Matteo Carcassi (1753–1853), guitariste, reprend la musique de Boieldieu pour son instrument, dans ses variations sur « Au clair de la lune », dans « Les voitures versées », op. 7.
- 1821 : Muzio Clementi (1752–1832) a repris le thème dans sa fantaisie et variations sur « Au clair de la lune » op. 48.
- François-Antoine Habeneck, dans une pièce pour violon (Fantaisie avec variations sur « Au clair de a lune »).
- 1870 : Giuseppe Gariboldi (en) (1833–1905). G. Longuet, le librettiste écrit un opéra-comique, « Au clair de la lune » (Al chiaro di luna), présenté à Versailles au Théâtre Montansier[20]. Le sujet y présente Lully alors crédité de l'invention de l'air.
- 1882 : Claude Debussy (1862-1918), dans sa mélodie Pierrot (FL 30) sur un poème de Théodore de Banville (1823-1891) bâtit sa mélodie sur le thème, cité de nombreuses fois.
- 1886 : Camille Saint-Saëns, dans Le Carnaval des animaux, cite à la clarinette les premières notes de la chanson dans le mouvement des Fossiles. Ce mouvement, particulièrement comique, pastiche quelques airs populaires français.
- 1896 : Georges Méliès, dans le film Le Cauchemar, sorti en 1896.
- 1979 : Siouxsie Sioux en interprète le premier couplet sur le titre The Lord's Prayer, présent sur l'album Join Hands.
- 2000 : Alpha Blondy en reprend le premier couplet dans l'introduction de Journalistes en danger, issu de l'album Elohim.
- 2022 : Aurélien Ducoudray dans sa bande dessinée L'Impudence des chiens met en scène cet air dans ses deux premières planches de façon comique.